# Mazenmosschijfje
Het mazenmosschijfje (Lamprospora retispora) is een schimmel die behoort tot de familie Pyronemataceae. Het komt voor op grond of stenen met mossen, vaak in de buurt van rivieren. Het leeft mogelijk zwak parasitisch met Syntrichia (o.a. het duinsterretje en het uitgerand zodesterretje).

## Kenmerken
De apothecia heeft een diameter van 1 tot 4 mm. Het hymenium is oranjerood met een prominente vliezige randje.
De sporen worden gevormd aan de binnenzijde van het vruchtlichaam. De ascus is achtsporig. De sporen zijn subglobose tot breed ellipsoïde en meten 17-21 × 14-16(-17) µm. De sporen zijn geornamenteerd met ribbels van ongeveer 0,5 µm breed.

## Verspreiding
Het mazenmosschijfje komt voor in Antarctica (Zuidelijke Orkneyeilanden, Bouvet-eilanden), Tsjechië (Janošík ongepubliceerd), Duitsland, Nederland en Slowakije. In Nederland komt het zeer zeldzaam voor.

## Foto's

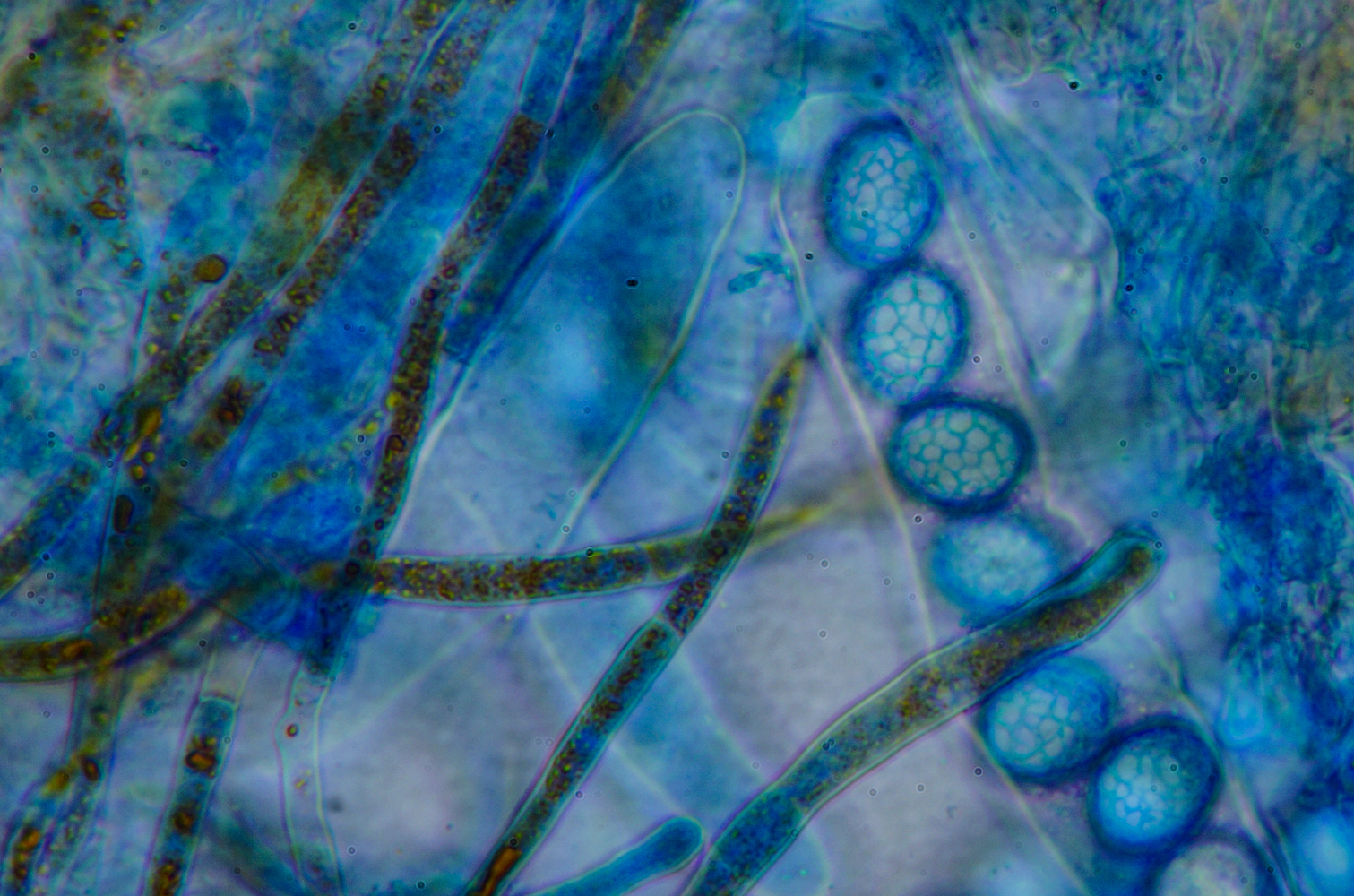
Sporen in methylblauw
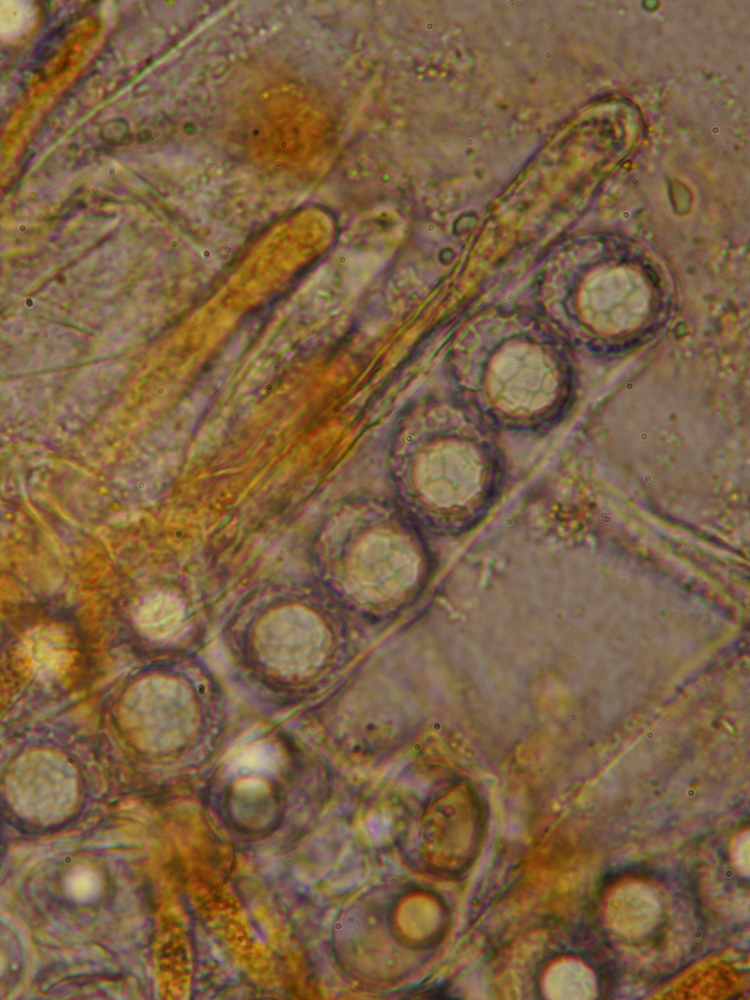
Sporen